# 吸着冷凍サイクル
吸着冷凍サイクル（きゅうちゃくれいとうサイクル）とは、シリカゲルなどの多孔質材料が水蒸気その他のガスを吸着する現象を利用した冷凍サイクルである。冷媒を蒸発器で低温で蒸発させるため、吸着材を冷却しながら冷媒蒸気を吸着させることによって低い圧力を得る。冷媒を吸収した吸着剤は配管を切替えて熱を加えることにより冷媒を分離する。冷媒は、凝縮器で冷却・液化され再び使用される。冷媒として、水が一般的に使用される。
太陽熱、コジェネレーション・工場プロセスの低温排熱を利用した冷水製造に使用されている。
吸着現象を利用した冷却は20世紀前半には発明されており、シリカゲルと二酸化硫黄を用いた装置が1930年代の文献に記されている。その後、機械圧縮式冷凍機の普及により研究が一時途絶えていたが、近年のCFCのオゾン層破壊効果の問題や、電力依存に対する不安を背景に、注目される技術になりつつある。

## 特徴
吸収式冷凍機と比較して次の特徴がある。
利点
- より低温の排熱の利用が可能である。
- 腐蝕性のある塩類を使用しないため、有害な防蝕材が不要である。
- 冷凍サイクルの最高温度が低いため、点検の周期を長くしても支障が少ない。
- 圧縮機がないため電力使用量が少ない。

欠点
- 内部熱回収を伴わない単純なサイクル構成では、理論上のCOPが1を下回り、圧縮冷凍機に比べ低い。

## サイクル
2組の吸着剤を用意して吸着・再生を時間的に切替えることによって、連続的動作を可能としている。また、切替えの間に準備期間を設けて、2つの吸着材間で熱交換し冷却水と温水が混合しないようにしている。

### 蒸気吸引・吸着併用冷凍サイクル
蒸気吸引・吸着併用冷凍サイクルは、吸着剤の再生により低温の排熱を利用可能とするために、蒸気吸引ポンプを補助として使用するものである。

## 水素吸着合金利用ヒートポンプ
水素吸着合金利用ヒートポンプは、水素吸着合金の吸着時の発熱・脱着時の吸熱を利用したヒートポンプである。
熱駆動・圧縮機駆動・併用型の3種類がある。